# 61
Évszázadok: i. e. 1. század – 1. század – 2. század
Évtizedek: 10-es évek – 20-as évek – 30-as évek – 40-es évek – 50-es évek – 60-as évek – 70-es évek – 80-as évek – 90-es évek – 100-as évek – 110-es évek
Évek: 56 – 57 – 58 – 59 –  60 – 61 – 62 – 63 – 64 – 65 – 66

## Események

### Római Birodalom
- Publius Petronius Turpilianust (helyettese júliustól Cnaeus Pedanius Fuscus Salinator) és Lucius Junius Caesennius Paetust (Helyettese Lucius Velleius Paterculus) választják consulnak.
- Caius Suetonius Paulinus britanniai kormányzó elfoglalja Walesben Mona szigetét, ahová a római hódítás elől menekültek a kelták és menedéket adott a druidáknak is.
- Meghal Prasutagus, a délkelet-britanniai icenusok királya. Országát Rómára és két lányára hagyja, szándéka szerint azért, hogy biztosítsa lányai örökségét. A rómaiak azonban elkobozzák a nemesek birtokait, úgy fosztogatnak mint meghódított régiókban szokás. A király tiltakozó özvegyét, Boudicát megkorbácsolják, lányait nyilvánosan megerőszakolják.
- Boudica felkelésre szólítja fel a briton törzseket. Számos nép csatlakozik hozzájuk. A britonok elfoglalják a provincia központját, Camulodunumot (ma Colchester) és minden lakóját lemészárolják, majd megsemmisítő vereséget mérnek a Legio IX Hispanára, amelyből csak a lovasság tud elmenekülni.
- Paulinus gyors tempóban visszatér keletre és létszámhátrányban levő seregével szétveri a felkelőket. Boudica öngyilkos lesz. A felkelés során állítólag 70 ezer római polgárt és szövetségesüket ölték meg. Nero császár attól tartva, hogy jelenléte csak akadályozza a rendteremtést, mondvacsinált okokkal leváltja Paulinust.
- Rómában Pedanius Secundus volt városprefektust meggyilkolja a rabszolgája. Az ősi törvénynek megfelelően - bár zajos tüntetésekre kerül sor - mind a négyszáz rabszolgáját kivégzik.
- Barnabás apostolt, a ciprusi keresztény egyház alapítóját a helyi zsidók agyonkövezik.

## Születések
- Caius Plinius Caecilius Secundus (ifjabb Plinius), római író

## Halálozások
- Boudica, briton királynő
- Barnabás apostol